# Zelenyj Kut
Zelenyj Kut  (ucraniano: Зелений Кут) es una localidad del Raión de Kotovsk en el Óblast de Odesa de Ucrania. Según el censo de 2001, tiene una población de 343 habitantes.